# Wes Jackson
Wes Jackson, né en 1936 à Topeka dans le Kansas, est un biologiste américain, connu pour son engagement en faveur de l'environnement. Wes Jackson est récipiendaire du prix Nobel alternatif en 2000.

## Biographie

### 1951-1960
En 1958, à Kansas Wesleyan Wes Jackson obtient un diplôme de biologie, puis, il étudie la botanique (MA. Université du Kansas, 1960) et la génétique (Université de Caroline du Nord, 1967). Il est professeur de biologie à Kansas Wesleyan  puis à l'université de Sacramento.

### 1961-1970
À partir des années 1960, Wes Jackson et son épouse Dana ont commencé à se préoccuper de l'environnement

### 1971-1980
En 1976, il fonde le Land Institute (Institut des Terres) à Salina dans le but de faire des recherches sur les techniques d'agricultures alternatives aux méthodes intensives. Les élèves construisent une grande partie du campus à partir d'éléments tels que la ferraille usagée, des poteaux téléphoniques, des ponts de chemin de fer ou une table de billard.

### 1981-1990
En 1980, Wes Jackson se recentre sur la recherche agricole. Un de ses buts est de contrôler l'érosion des sols avec moins de labour. Son objectif est de comprendre la nature pour l'imiter pas pour la contrôler. Il cherche les associations de plantes qui sont les plus bénéfiques pour leur croissance.

## Reconnaissance
Wes Jackson est récipiendaire du prix Nobel alternatif en 2000, « pour son engagement obstiné à développer une agriculture qui soit à la fois très productive et véritablement écologiquement durable ».

## Citation
« L'agriculture que nous cherchons à atteindre sera une sorte d'écosystème, elle sera fondée sur le recyclage des matériaux et n'utilisera pour fonctionner que la lumière qu'elle reçoit actuellement de notre étoile, le soleil. »

— Wes Jackson, Discours d'acceptation du prix Nobel alternatif 8 décembre 2000.

## Œuvres
- (en) Wes Jackson, Becoming Native to This Place, The University Press of Kentucky, 2006, 136 p.

### Autres sources

#### Sites en français
- (fr) Andrée Matthieu, « L'agriculture selon la nature », in :, sur agora.qc.ca, 1996 (consulté le 8 mars 2010)

#### Sites étrangers
- (en) « Lettre ouverte au Congrès mexicain », in : Site officiel, sur etcgroup.org, ETC Group Ottawa, 2001 (consulté le 15 février 2010)